# Pylle
Pylle är en ort och civil parish i Storbritannien.   Den ligger i grevskapet Somerset och riksdelen England, i den södra delen av landet, 170 km väster om huvudstaden London. Pylle ligger 65 meter över havet och antalet invånare är 160.
Terrängen runt Pylle är huvudsakligen platt, men norrut är den kuperad. Runt Pylle är det ganska tätbefolkat, med 160 invånare per kvadratkilometer. Trakten runt Pylle består till största delen av jordbruksmark.